# 香根草
香根草（學名：Chrysopogon zizanioides），又名培地茅、岩蘭草、優尸羅草、憂尸羅草、烏施羅草、嗢尸羅草（羅馬化：uṣīra）、茅根香（佛经意译），是禾本科多年生草本植物，原產於印度次大陸與中南半島，經人工栽種，目前廣泛分佈於亞洲、非洲、美洲與澳洲熱帶與亞熱帶地區。
香根草耐暑、耐澇，可度過寒冬，分櫱叢生，生長快速，莖梗直立有節，抽穗成熟一般高達1.5（4.9英尺），葉子對生、長窄且硬，圓錐花穗頂生、花紫色，不易結籽，鬚根系繁盛呈網狀向下生長，生長於矮樹林區，卻相對顯得十分高大，一般深達2（6.6英尺）至3（9.8英尺），有香氣。香根草目前主要被種植作為侵蝕控制，也會將其根部提煉成香根草油（Vetiver Oil），作為精油或香水的原料，而南亞傳統上會作為草藥使用。

## 特性

### 植物形態學

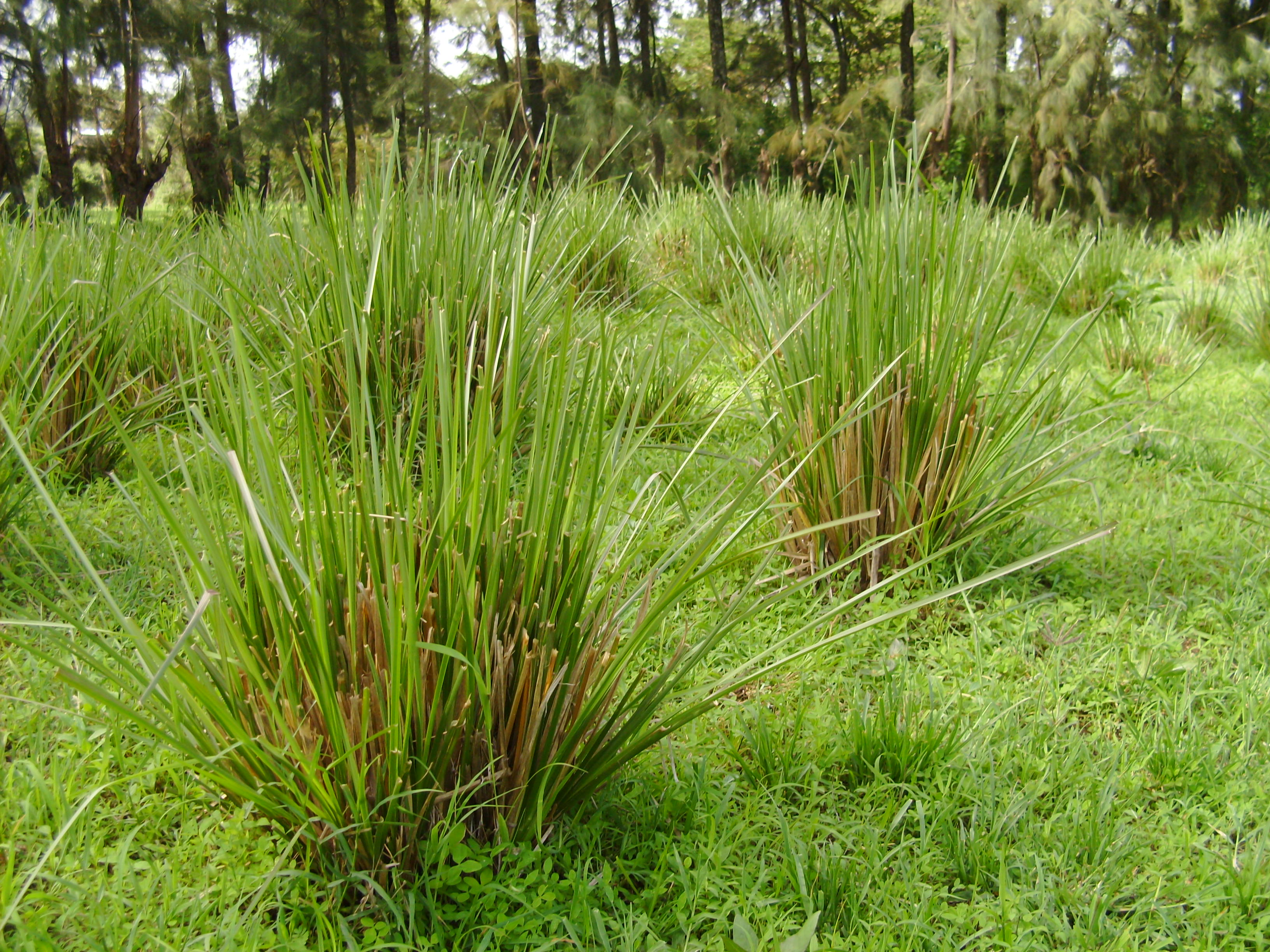
香根草叢集

- 根：由莖與分於土表下長許多細根，根粗為0.6（0.02英寸）至2.2（0.09英寸），抗拉強度為40至120，垂直向下生長呈網狀結構，生長快速，種植10週內生長60（24英寸），第一年就可達3（9.8英尺）至4（13英尺），根系初生時為白色，後轉成淡黃色至黃褐色，有特殊香味，可提煉出香精油[4][6][7]。
- 莖：單桿直立生長，扁圓柱狀，密實不中空，堅硬，表面光滑，草綠色，成熟單桿可高達1.5（4.9英尺）至2.5（8.2英尺），俱有突出的節，一般有16至20節，帶有腋芽，遇到潮溫空氣或水會長出根系，節間由葉鞘包覆[4][8]。
- 分：年青莖枝埋在土表下的部分，其四週會發芽長出新的單桿與根系，稱為分櫱（tiller），經重複分櫱後，發展成為越來越茂密的叢集，這是香根草主要的生長方式，在土壤肥沃的條件下，也可能在土表上分櫱，但並不常見[9]。
- 葉：從莖枝基部與莖節對生長出，新葉在內老葉在外展開呈扇狀，老化會枯黃但不脫落，葉片寬0.5（0.2英寸）至1.3（0.5英寸），長30（12英寸）至130（51英寸），窄長且兩沿平行、葉尖尖銳呈劍型，連接莖枝處折成型葉鞘，往葉尖逐漸平坦展開，常因風雨折彎，葉面厚硬、兩面光潔，朝外面與朝內面的邊緣和中脈皆為純草綠色，其他部份朝內葉面為草綠底色上佈滿淡白色細線，當葉片逐漸老化，於靠近末端處的邊緣和中脈會長出鋸齒狀的刺[4][9]。
- 花：通常秋季開花，於莖枝末端長出花序，直立成穗，穗高20（7.9英寸）至40（16英寸），展開達10（3.9英寸）至15（5.9英寸）廣，穗枝繁多、上舉或直立，除了連接莖枝部位有3枝穗枝外，其餘穗枝成對輪生，穗枝中軸長出無柄小穗，尖端長出有柄小穗，小穗扁平橢圓呈紡錘狀，紫色，頂寬1.5（0.059英寸）至2.5（0.098英寸），長2.5（0.098英寸）至3.5（0.138英寸），背面粗糙有小棘，尤其在邊沿清晰可見，雌雄同穗，難結籽[4][9]。
- 籽：淺棕色，兩瑞圓弧的紡錘狀，表面光滑，種子內部有如黏稠澱粉，遇強風、曝曬或其他氣候條件會硬化，胚芽的發育因種子硬化受限，影響發芽，也因此不易透過種子自然散播來繁衍[9]。

### 生理特徵
- 溫度：香根草能在−22 °C（−8 °F）寒冷至55 °C（131 °F）耗熱的廣大溫度範圍下生存，於低溫環境下，只有地面下的根與分櫱會存活，當溫度上昇至8 °C（46 °F）時，會萌芽長出新枝，生長速度會隨著溫度上昇加快，在20 °C（68 °F）至30 °C（86 °F）時生長速度最快，再高溫反而會減緩生長[10][11]。
- 光照：香根草為C4植物，需要有充足光照進行光合作用，光照不足會影響生長[10]。
- 水分：香根草為水生植物，年降水量在200（7.9英寸）至6,000（240英寸）地方皆適合生長，並能抵受長期乾旱或水淹，能忍受水深達30（12英寸）、每秒0.028立方（0.989立方英尺）以上速度的洪水沖蝕，甚至整株被淹沒也不會壞死[7][10][11]。
- 土壤：
  - 母質：侵蝕作用水土嚴重流失的土壤，如沙地、頁岩、礫石地、棄土等惡劣土壤環境，香根草在有養分施加下可以生長[7][10]。
  - 酸鹼值：3.3（中酸性）至 12.5（強鹼性）的大範圍下可生長[11]。
  - 養分：在有機質、氮（N）、磷（P）、鉀（K）缺乏下，仍可正常生長[10]。
  - 污染：耐酸化（Soil acidification）、鹼化、鹽化、金屬污染：鋁（Al）、鎂（Mg）等輕金屬、以及砷（As）、鎘（Cd）、鉻（Cr）、銅（Cu）、汞（Hg）、錳（Mn）、鎳（Ni）、鉛（Pb）、硒（Se）、鋅（Zn）等重金屬含類金屬污染土壤，提供適當的養分，香根草仍可生長[10][11]。

## 用途

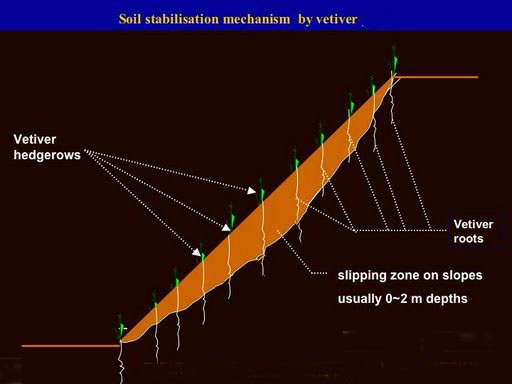
香根草穩定斜坡的概念原理

### 侵蝕控制

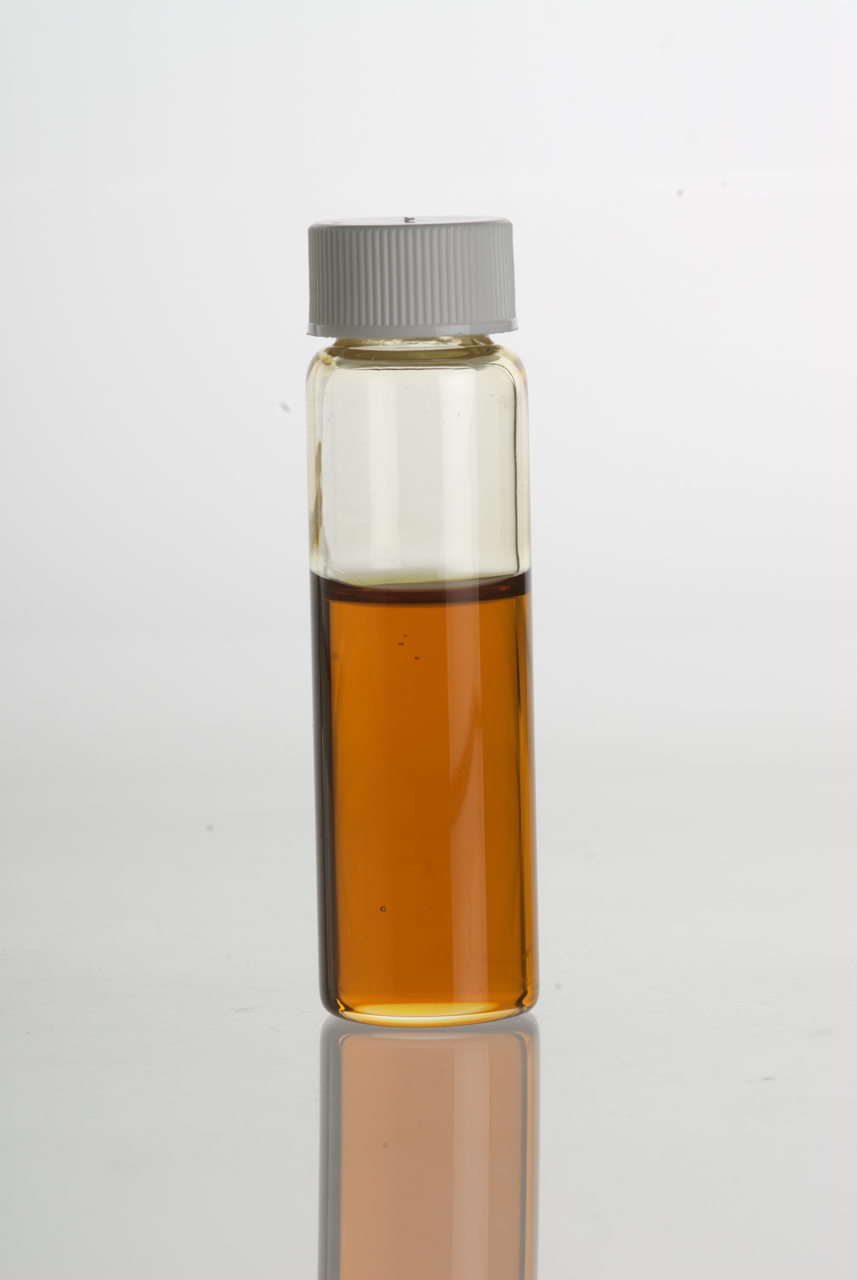
香根草精油

香根草特殊的深長網狀根系、耐澇耐旱、能適應劣土、以及不易大量繁植等特性，受到聯合國注意，發展香根草對控制侵蝕的應用，1987年世界銀行發行了一本由約翰·葛林菲爾德（John C. Greenfield）領導編撰的《香根草－對抗侵蝕的綠籬》（Vetiver Grass－The Hedge againts Erosion）手冊，以科學的方法，詳細記述葛林菲爾德自1956年開始以香根草作為水土保持的研究，此手冊引為香根草被廣泛應用於侵蝕控制的開端。
- 片侵蝕（Sheet Erosion）控制：在有片侵蝕問題的坡地，將香根草沿著等高線並排栽種成植栽籬笆，其根系會垂直深入土層，產生固定土層的作用，卻不致影響週遭植物或農作物，其莖葉經重複分櫱生長後，日漸變得厚實，約經過3季的時間，香根草籬笆便可達1（3.3英尺）厚[13]。當因雨季、暴雨、融雪或其他原因出現表面逕流時，香根草籬笆會減緩沿坡度流過的逕流，讓水份可以滲進土層，並擋住隨著沖刷而下的泥沙，因此達到土水保持功用。經年累月重覆的作用後，籬笆承接泥沙的一邊，因泥沙沉積而坡度漸緩，成為梯田狀[12][13]。

- 河岸侵蝕（英语：Bank erosion）控制：受泛濫、或船隻與季風掀起波浪所侵蝕的河岸，可選擇適合香根草生長或汛期過後的季節，沿海岸並排種植香根草，當香根草穩定生長後，其根系可固定岸邊土壤，其莖葉可有效減緩波浪與泛濫的河水溢出到岸上[14]。相對應的，香根草同時有效阻礙岸上的污水與泥土進入河水中，減少污染[15]。

### 提煉香精油
一般岩蘭草萃取精油，以水蒸餾法粹取較多，但因為得油率較低，售價較為高昂。
現今經由粹取法發展較為進步，也可以使用超臨界粹取法，唯成本較高不敷使用。

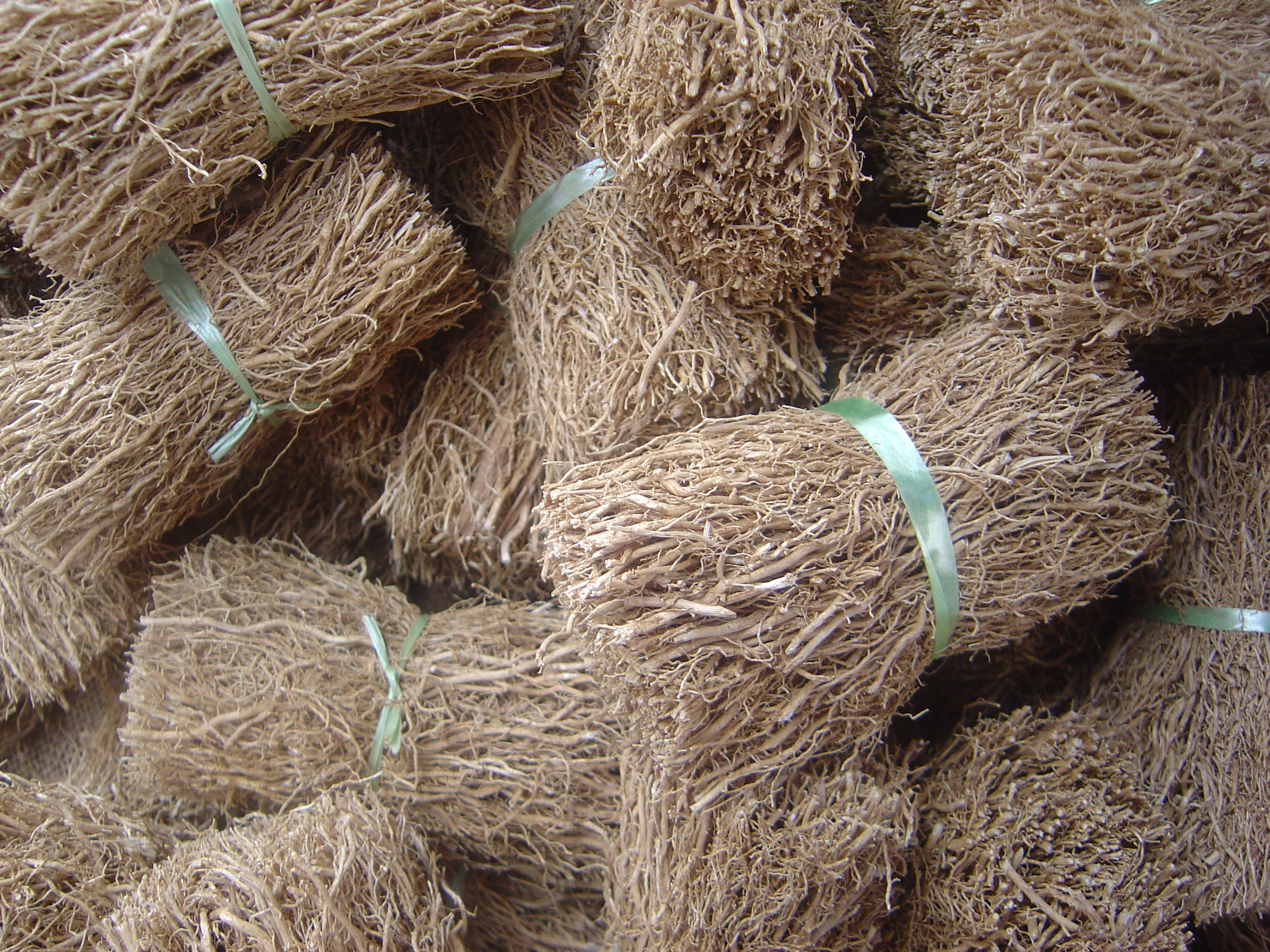
販售的香根草根部

## 栽種

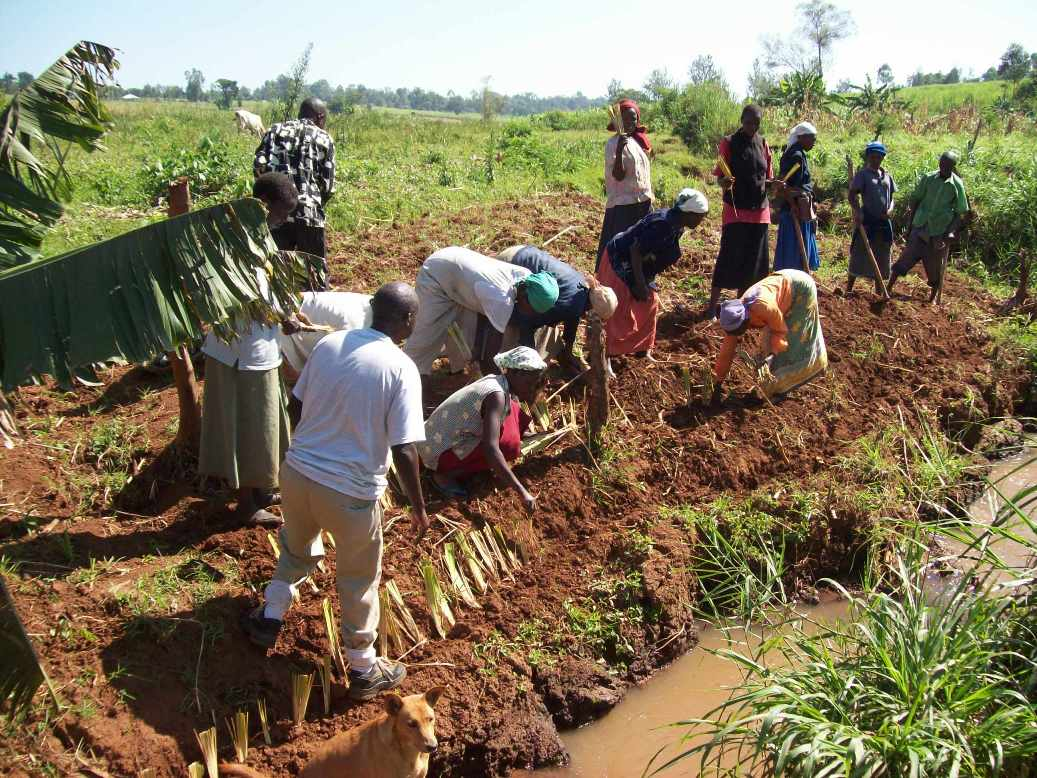
Nyawadhogwe社團成員在肯亞種植香根草

| 項目       | 可受度       | 單位       |
| 氣候       |              |            |
| 溫度       | -22 － 55    |            |
| 年降水量   | 200 － 6,000 |            |
| 乾旱       | 15           | 月         |
| 淹沒       | 6            | 月         |
| 土壤       |              |            |
| 酸鹼值     | 3.3 － 12.5  |            |
| 氮肥       | 300          |            |
| 磷肥       | 300          |            |
| 鹼度       | 48%          | 鈉（）交換 |
| 鹽化電導率 | 47.5         |            |
| 鋁飽和度   | 68% － 87%   |            |
| 鎂含量     | 2,400        |            |
| 砷含量     | 100 － 250   |            |
| 鎘含量     | 20           |            |
| 鉻含量     | 200 － 600   |            |
| 銅含量     | 100          |            |
| 汞含量     | > 6          |            |
| 錳含量     | > 578        |            |
| 鎳含量     | 50 － 100    |            |
| 鉛含量     | > 1,500      |            |
| 硒含量     | > 74         |            |
| 鋅含量     | > 750        |            |